# Napoleone Caix
Napoleone Caix (* 17. August 1845 in Bozzolo; † 22. Oktober 1882 ebenda) war ein italienischer Romanist.

## Leben und Werk
Caix war auf dem Gymnasium in Cremona Schüler von Gaetano Trezza (1828–1892). Er studierte ab 1862 in Pisa Griechisch, Latein, Englisch, Deutsch, Sanskrit, Arabisch und Hebräisch und war dann Gymnasiallehrer für Latein und Griechisch in Parma. 1882 wurde er auf einen Lehrstuhl für Romanische Philologie nach Florenz berufen, starb aber noch vor Beginn seiner Vorlesungen. Auf ihn folgte Pio Rajna.

## Werke
- Saggio sulla storia della lingua e dei dialetti d'Italia. Con un'introduzione sopra l'origine delle lingue neolatine, Parma 1872.
- Studi di etimologia italiana e romanza. Osservazioni ed aggiunte al Vocabolario etimologico delle lingue romanze di Friedrich Diez, Florenz 1878.
- Le origini della lingua poetica italiana. Principii di grammatica storica italiana ricavati dallo studio dei manoscritti, con una introduzione sulla formazione degli antichi canzonieri italiani, Florenz 1880.